# Phrudocentra nigroapicalis
Phrudocentra nigroapicalis är en fjärilsart som beskrevs av Paul Dognin 1900. Phrudocentra nigroapicalis ingår i släktet Phrudocentra och familjen mätare. Inga underarter finns listade i Catalogue of Life.